# Miguel Luis Álvarez Ayala
Miguel Luis Álvarez Ayala (30 de desembre de 1987) és un ciclista mexicà, professional des del 2016 i que des del 2023 corre pel Forte Petrolike-Androni Giocattoli.

## Palmarès
- 2012
  - Vencedor d'una etapa a la Volta del Districte Federal
- 2013
  - Vencedor de 2 etapes a la Volta del Districte Federal